# Електростатичка инфлуентна машина
Електростатичка инфлуентна машина је направа која ради на принципу електростатичке индукције. Ово је машина која генерише високе напоне. Другим речима то је електростатички генератор. Они раде електростатичком индукцијом  и механички рад претварају у електростатичку енергију помоћу малог почетног наелектрисања које се непрестано допуњава и појачава. 

### Историја
Први вид ове машине настао је из Волтиног електрофора. То је једнослојни кондензатор који се користи за стварање неравнотеже електричног набоја кроз процес електростатичке индукције. У свету постоје разни облици ових машина: Холцова машина, Вимшерстова машина, Бонети машина и многе друге.

### Разне машине кроз историју

#### Холцова машина[1]
Између 1864 и 1880, Вилхелм Холц је направио и описао велики број инфлунтних машина. У једном облику Холцова машина се састојала од стакленог диска који је монтиран на хоризонталној равни који је могао да се ротира великом брзином помоћу интеракције са индукционим плочама који су постављени у његовој близини. Аугуст Топлер је 1865. направио машину са два диска која су били на истој осовини ротирајући се у истом смеру. 1868. развијено је неколико машина. Кундт машина и Ћаре машина. 1880. Роберт Вос је осмислио облик машине у којој су били комбиновани прнципи Топлера и Холца. Она је постала позната као Топлер-Холц машина.

#### Вимшерстова машина
Она је развијена између 1880. и 1883. године од стране Џејмса Вимшурста. Она има препознатљив изглед. Састоји се од 2 контра ротирајућа диска постављена на истој вертикали, две укрштене шипке са металним четкицама и варницом која је формирана од две металне сфере. Ова машина ради тако што два изолујућа диска који се ротирају (обично од стакла) имају бројне металне секторе залепљене на њих. Машина је опремљена са четири мале уземљене четке (две са сваке стране машине на проводним осовинама под углом од 90 °), плус пар чешља за сакупљање наелектрисања. Проводне осовине које држе четке на типичној Вимшерстовој машини, формирале би облик „X“, ако би се кроз изолационе дискове могло видети како су окомите једна на другу. Чешљеви за сакупљање наелектрисања су обично постављени дуж хоризонтале и подједнако контактирају спољне ивице предњег и задњег диска. Чешљеви за сакупљање са сваке стране обично су повезани са одговарајућим Леиден теглама.

#### Примена инфлуентних машина
Електростатичке инфлунтне машине се углавном користе у учионицама за приказивање електричних сила и појава вискоих напона. Постигнуте разлике у потенцијалу такође се користе у разним практичним применама, као што су рендгенске цеви, акцелератори честица, спектроскопија, медицинске примене и у експериментима нуклеарне физике.